# Soschytschne
Soschytschne (ukrainisch Сошичне; russisch Сошично Soschitschno, polnisch Soszyczno) ist ein Dorf in der ukrainischen Oblast Wolyn mit etwa 2000 Einwohnern (2024).

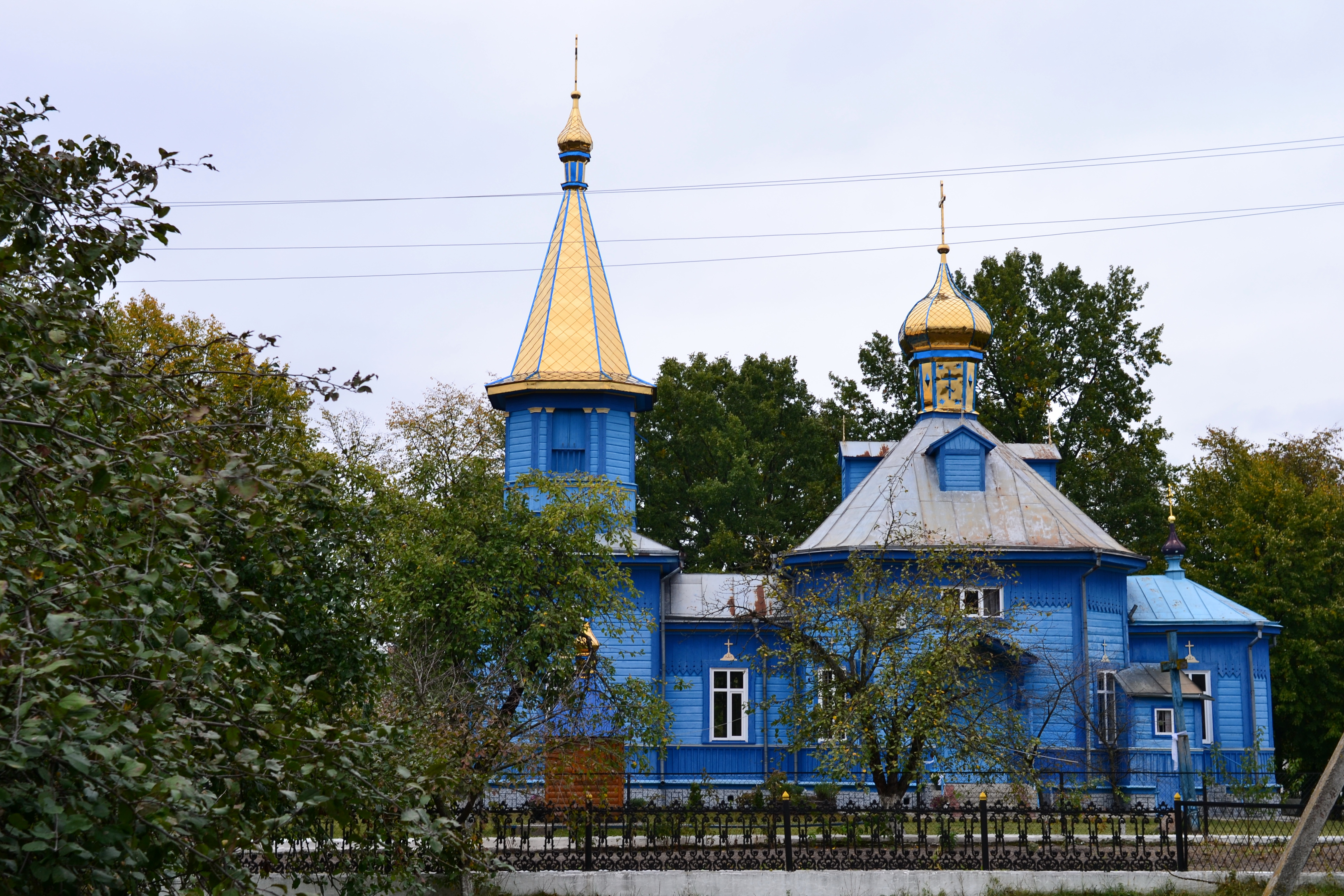
Kirche im Dorf

Die Ortschaft liegt auf einer Höhe von 166 m an der Quelle des Sukatschi (Сукачі), einem 13 km langen Nebenfluss der Turija, 22 km südlich vom Rajonzentrum Kamin-Kaschyrskyj und etwa 100 km nördlich vom Oblastzentrum Luzk.
Durch das Dorf verläuft die Territorialstraße T–03–11. Es besitzt eine Bahnstation an der Bahnstrecke Kowel–Kamin-Kaschyrskyj.

## Verwaltungsgliederung
Am 22. Dezember 2019 wurde das Dorf zum Zentrum der neugegründeten Landgemeinde Soschytschne (Прилісненська сільська громада Prylisnenska silska hromada). Zu dieser zählten auch die Dörfer Karassyn, Karpyliwka und Sapruddja, bis dahin bildete das Dorf zusammen mit dem Dorf Sapruddja die gleichnamige Landratsgemeinde Soschytschne (Прилісненська сільська рада/Prylisnenska silska rada) im Südwesten des Rajons Kamin-Kaschyrskyj.
Am 12. Juni 2020 kamen noch die Dörfer Katschyn, Lytschyny, Nujno, Oleksandrija, Radoschynka, Salissja, Stawyschtsche und Stobychiwka zum Gemeindegebiet.
Folgende Orte sind neben dem Hauptort Soschytschne Teil der Gemeinde:
| Name                     | Name        | Name                      | Name            | Name |
| ukrainisch transkribiert | ukrainisch  | russisch                  | polnisch        |      |
| ------------------------ | ----------- | ------------------------- | --------------- | ---- |
| Karassyn                 | Карасин     | Карасин (Karassin)        | Karasin         |      |
| Karpyliwka               | Карпилівка  | Карпиловка (Karpilowka)   | Karpiłówka      |      |
| Katschyn                 | Качин       | Качин (Katschin)          | Kaczyn          |      |
| Lytschyny                | Личини      | Личины (Litschiny)        | Liczyny         |      |
| Nujno                    | Нуйно       | Нуйно (Nuino)             | Nujno           |      |
| Oleksandrija             | Олександрія | Александрия (Alexandrija) | Aleksandria     |      |
| Radoschynka              | Радошинка   | Радошинка (Radoschinka)   | Radoszynka      |      |
| Salissja                 | Залісся     | Залесье (Salessje)        | Zalesie         |      |
| Sapruddja                | Запруддя    | Запрудье (Saprudje)       | Zaprudzie       |      |
| Stawyschtsche            | Ставище     | Ставище (Stawischtsche)   | Wólka Kaczyńska |      |
| Stobychiwka              | Стобихівка  | Стобыховка (Stobychowka)  | Stobychówka     |      |